# Villa Celiera
Villa Celiera är en ort och kommun i provinsen Pescara i regionen Abruzzo i Italien. Kommunen hade 633 invånare (2018).